# Kolla dilata
Kolla dilata är en insektsart som beskrevs av Kuoh et Cheng 1994. Kolla dilata ingår i släktet Kolla och familjen dvärgstritar. Inga underarter finns listade i Catalogue of Life.